# 坎農街站
坎農街站（英語：Cannon Street station）是英國的一個鐵路車站，位於倫敦市的南部，泰晤士河北岸。是英國全國鐵路和倫敦地鐵的共構車站。坎農街站開業於1866年，是由Network Rail直接所有並管理的17個車站之一。在二戰期間，坎農街站遭到空襲。戰後對車站進行了重建，是當時倫敦重要的都市更新地區。近年坎農街站的再開發仍在繼續。

## 景隆街地鐵站
景隆街地鐵站（英語：Cannon Street tube station），是倫敦地鐵其中一站，是環線和區域線的車站。

## 外部連結
- London Transport Museum Photographic Archive

1. ↑   (Microsoft Excel). Transport for London. 2011-05  [2011-08-07].
2. 1 2 3 4 5 6 7 8 9 10 11  . Rail statistics. Office of Rail Regulation. 注意：各年度之間的統計方法可能不盡相同。
3. ↑   (PDF). Transport for London. （原始内容存档 (PDF)于2015-06-03）.